# Irfan Bachdim
Irfan Bachdim (Amszterdam, 1988. augusztus 11. –) indonéz válogatott labdarúgó.

## Nemzeti válogatott
Az indonéz válogatottban 26 mérkőzést játszott, melyeken 7 gólt szerzett.

## Statisztika
| Indonéz válogatott | Indonéz válogatott | Indonéz válogatott |
| Időszak            | Mérk.              | gól                |
| ------------------ | ------------------ | ------------------ |
| 2010               | 8                  | 2                  |
| 2011               | 4                  | 0                  |
| 2012               | 9                  | 4                  |
| 2013               | 2                  | 0                  |
| 2014               | 3                  | 1                  |
| Összesen           | 26                 | 7                  |